# Телекритика
Телекри́тика (телевизио́нная кри́тика, медийная критика, критика средств массовой коммуникации, обзоры телевидения) — профессиональная оценка и истолкование продуктов телевизионного вещания: телепрограмм, телепередач и даже деятельности и идеологии телеканалов; также выявление и утверждение творческих и профессиональных принципов тех или иных направлений телевизионного вещания; один из видов журналистского творчества. Телекритика иногда граничит с критикой кино, политической и социальной журналистикой и пр. Она тесно связана с жизнью общества. Работающий в жанре телекритики журналист осмысляет главные события текущей реальности, показанные на телеэкране, анализирует их с разных сторон, излагает свой взгляд на «телекартинку», включая философский и эстетический.